# Place de l'Église-Saint-Simon
Pour les articles homonymes, voir Place de l'Église.
La place de l'Église-Saint-Simon (en occitan : plaça de la Gleisa de Sant Simon) est une voie de Toulouse, chef-lieu de la région Occitanie, dans le Midi de la France.

## Situation et accès

### Description
La place de l'Église-Saint-Simon est une voie publique. Elle se situe au cœur du quartier de Saint-Simon.
La chaussée compte une seule voie de circulation automobile à double-sens. Elle appartient à une zone 30 et la vitesse y est limitée à 30 km/h. Il n'existe pas d'aménagement cyclable.

### Voies rencontrées
La place de l'Église-Saint-Simon rencontre les voies suivantes, dans l'ordre des numéros croissants :
1. Chemin de Basso-Cambo
2. Rue du Cimetière-Saint-Simon
3. Chemin de Basso-Cambo
4. Rue Réguelongue

### Transports
Le bus 87 dessert l'église avec l'arrêt Place de L'église 

## Odonymie
La place tient naturellement son nom de l'église qu'elle borde.

## Patrimoine et lieux d'intérêt

### Cimetière de Saint-Simon
Le cimetière de Saint-Simon est aménagé à la fin du XVIIIe siècle, à la suite de la construction de la nouvelle église paroissiale Saint-Simon. Il occupe une superficie de 15 250 m2 environ. En 2020, il affiche un taux d'occupation de 75 %. Il est, depuis 2017, géré par Toulouse Métropole.
Le cimetière possède son entrée principale sur la place de l'Église-Saint-Simon (actuel no 1 bis).

### Église Saint-Simon
En 1775, l'archevêque de Toulouse, Étienne-Charles de Loménie de Brienne, décide la construction d'une nouvelle église pour la paroisse de Saint-Simon, à cause de l'éloignement de l'église, près du château seigneurial de Saint-Simon (actuel château de Candie, no 17 chemin de la Saudrune). Les travaux, commencés en 1779, en sont confiés à l'architecte Étienne Carcenac. Elle est finalement inaugurée et bénie le 9 juin 1781. En 1837, elle agrandie par la construction d'une abside, sur les plans de l'architecte de la ville, Urbain Vitry. Enfin, en 1890, deux chapelles sont ajoutées sur le flanc sud de l'église.

### Œuvres publiques
- monument aux morts du quartier de Saint-Simon[5].
- croix de mission.
- croix de carrefour.